# 大厝
大厝（平話字：duâi-chió，實際讀音：/tuai˥˧ ʒuɔ˨˩/），简称为厝，是中国福州市鼓樓區南後街一带兴建的富有閩都特色的传统民居，多為名門望族、官僚巨賈所建。大部分大厝兴建于清朝同治、光绪年间，主要分布在南後街、上杭路、下杭路等地。

## 建筑特点

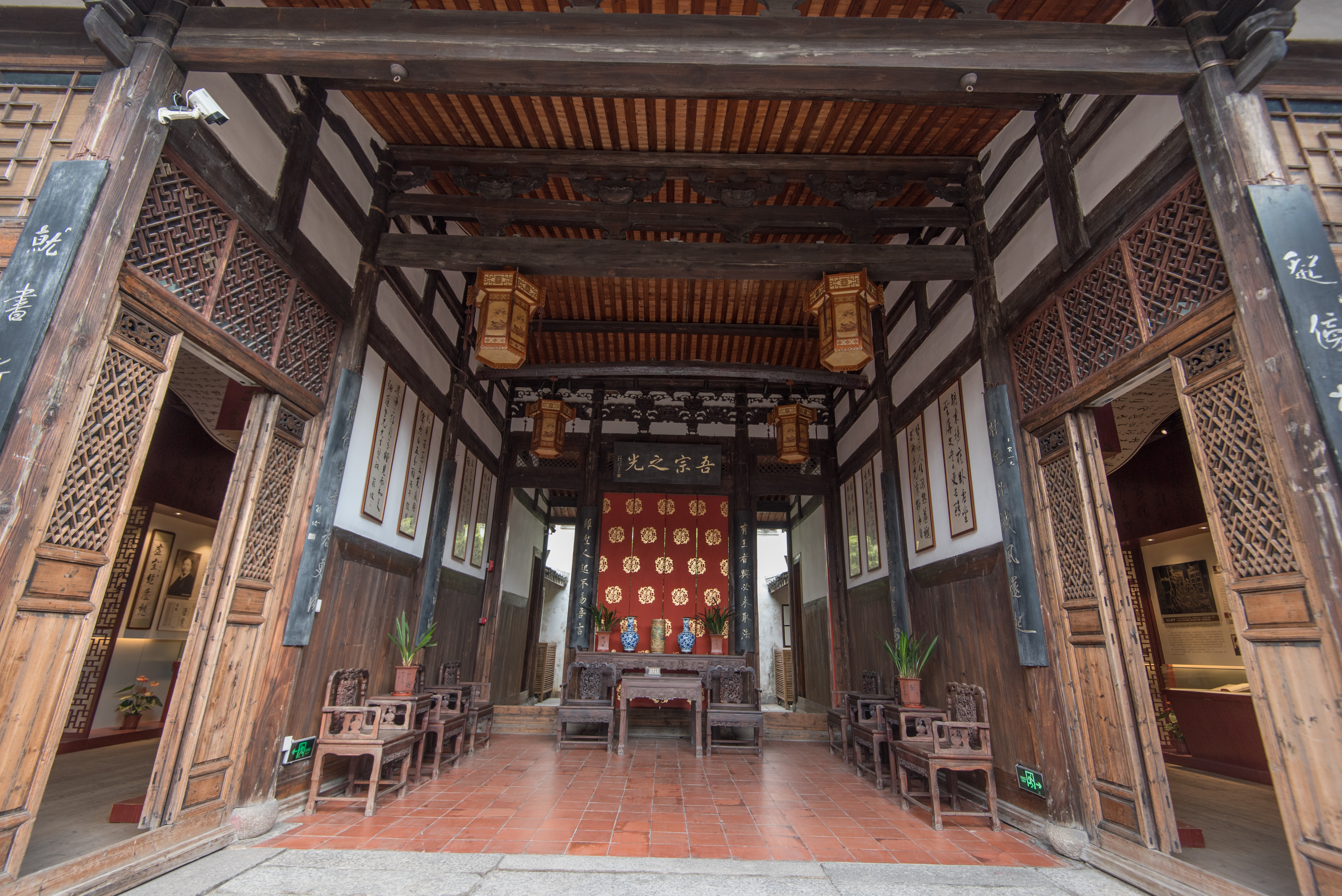
室內佈局

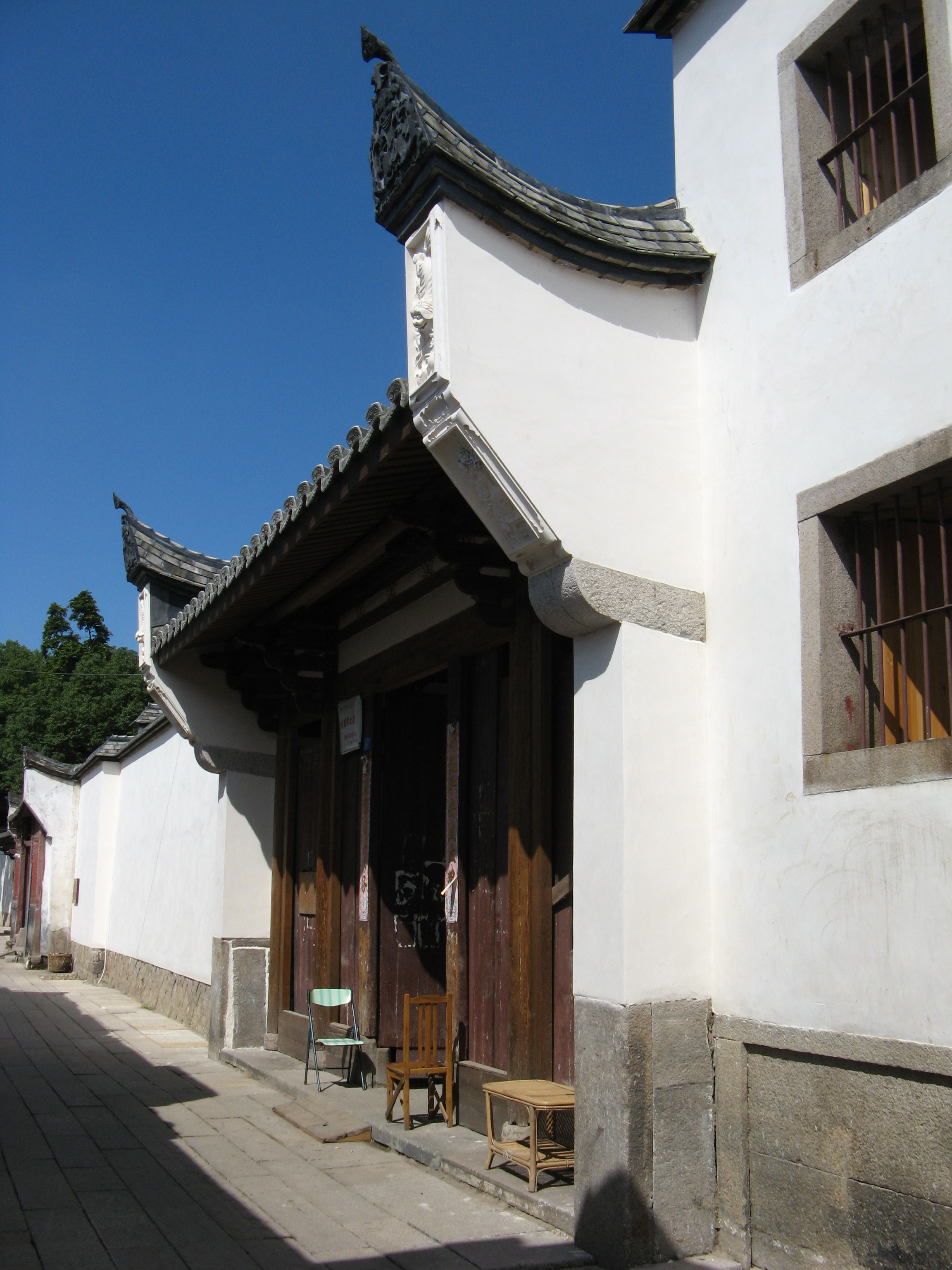
大厝的傳統大門

大厝多为砖木结构。由中原地区的四合院住宅演变而来，平面上往往呈现三进二落或五进二落，在解决整个家族居住需求的同时于轴线设置天井和中庭，以解决中国东南沿海湿热环境下的采光、通风需求。大厝采用硬山式屋顶，曲面屋顶和高高翘起的燕尾脊，普遍在馬鞍牆刷白暗黃色或灰色是其在建筑外观上的显著特征。其室内装修和陈设讲究，精巧雅致的木雕花饰，富有特色，名贵典雅的木頭家具，处处都散发着浓郁的閩都韵味。